# 光の果てに
『光の果てに』（ひかりのはてに）は、フェアリーズの6枚目のシングル。2013年7月24日にSONIC GROOVEから発売された。

## 概要
清村川音の活動休止後初のシングルリリースで、片仮名表記のフェアリーズを全面に出した初の作品でもある。フェアリーズのシングルでタイトルが日本語となった初めてのケースでもある。
それまで最高の売り上げであったデビューシングル『More Kiss/Song for You』の売り上げを更新することとなった。

## 発売形態
以下の5形態で発売。
- 通常盤
初回特典：フェアリーズメンバー別フォトカード（全12種類中1種ランダム封入）
  - AVCD-16350：CD+DVD
  - AVCD-16351：CD
- イベント会場限定盤
  - AVC1-16352：CD+手ぬぐいセット
- mu-moショップ・VISION FACTORY OFFICIAL SHOP限定盤
  - AVC1-16353：ピクチャーレーベルCD（全7種類中1種ランダム仕様）
  - AVC1-16354：ピクチャーレーベルCD7枚（7種）セット、スリーブ仕様、缶バッジ6個

## 収録曲

### CD+DVD盤
CD
1. 光の果てに [3:36]
作詞：Satomi、作曲：織田哲郎、編曲：KAZ
テレビ東京系アニメ『ジュエルペット ハッピネス』主題歌[1][2][3][4]
2. エール [3:05]
作詞：唐沢美帆、作曲：織田哲郎、編曲：KAZ
アシックス商事『TIGON LazerBeam』CMソング
3. 光の果てに（Instrumental）
4. エール（Instrumental）

DVD
1. 光の果てに -Music Clip-
2. Making of 光の果てに
3. 光の果てに（Dance Edition） [特典映像]
4. 光の果てに（TV size Dance Edition） [特典映像]

### CDのみ盤
1. 光の果てに
2. エール
3. 光の果てに（Instrumental）
4. エール（Instrumental）

### 限定盤
1. 光の果てに
2. エール